# Bernard HV-41
Il Bernard HV-41 era un idrocorsa (idrovolante da competizione) monomotore ad ala bassa realizzato dall'azienda francese Société des Avions Bernard come proposta per la partecipazione alla Coppa Schneider del 1929.

## Storia del progetto
Nell'ottobre 1928 la Francia si dotò di un proprio Ministro dell'Aviazione, Laurent-Eynac, che poté disporre di un suo budget finanziario. Una delle prime decisioni prese dal neoministro fu quella di finanziare la partecipazione di una squadra nazionale al Trofeo Schneider, che doveva tenersi l'anno successivo a Calshot, in Gran Bretagna. Vennero interpellati tre costruttori di idrovolanti: la Société des Avions Bernard (di La Courneuve), la Nieuport-Delage (di Issy-les-Moulineaux e Argenteuil) e la Blériot-SPAD (a Suresnes), e tre industrie motoristiche, Renault (Billancourt), Hispano-Suiza (Bois-Colombes) e Lorraine (Argenteuil).
A tale scopo venne costituita una Section d'Entrainement sulla Laguna di Berre, e si decise di commissionare la realizzazione di due modelli di idrovolanti da corsa alla ditta Société des Avions Bernard, ed uno alla Nieuport-Delage. I progetti dei due aerei furono designati HV-40 ed HV-41. Il primo doveva montare un propulsore radiale Gnome-Rhône 9Kfr Mistral, mentre il secondo un propulsore in linea Hispano-Suiza 12Ns Spécial, entrambi eroganti sulla carta ben 1 000 CV. I due progetti vennero redatti dal capo progettista della ditta, l'ingegnere Georges Bruner, già autore del progetto del caccia terrestre Bernard 20, coadiuvato per l'HV-41 dall'ingegner Roger Robert.

## Tecnica
Progettato dagli ingegneri Georges Bruner e Roger Robert, il velivolo era un idrovolante a scarponi. La configurazione era la classica monoplana ad ala bassa a sbalzo, di struttura lignea, monoblocco. I due galleggianti erano costruiti in metallo, ed erano uniti alla fusoliera mediante due coppie di montanti carenati a forma di V rovesciata. Monoposto ad abitacolo aperto.
Il propulsore era un motore in linea Hispano-Suiza 12Ns Spécial a 12 cilindri, raffreddati a liquido, eroganti la potenza di 1 041 CV (746 kW) al livello del mare, ed azionante un'elica bipala metallica.

## Impiego operativo
L'idrovolante HV-41 fu pronto nelle primavera del 1929, ma il previsto motore si trovava ancora in fase di sviluppo presso le officine Hispano-Suiza. L'aereo venne completato ad Hourtin nel mese luglio, e volò per la prima volta un mese dopo. In seguito all'incidente occorso al prototipo del Nieuport-Delage NiD.62, che causò la morte del tenente Florentin Bonnet, il governo francese ritirò la partecipazione della squadra dalla competizione, che si tenne a Calshot il 7 settembre 1929.
Il prototipo dell'HV-41 venne portato sull'idrosuperficie della Laguna di Berre, dove era di base la squadra francese al comando del capitano di corvetta Jean Amanrich. In attesa dei successivi tipi Bernard HV-42 e HV-120, che promettavano migliori prestazioni, venne deciso di impiegare l'aereo per l'addestramento dei piloti destinati al Trofeo Schneider del 1931. Successivamente il radiatore singolo fu sostituito con due radiatori gemelli situati alla sommità di ciascuna coppia dei montanti dei galleggianti.